# Oliver Fisher

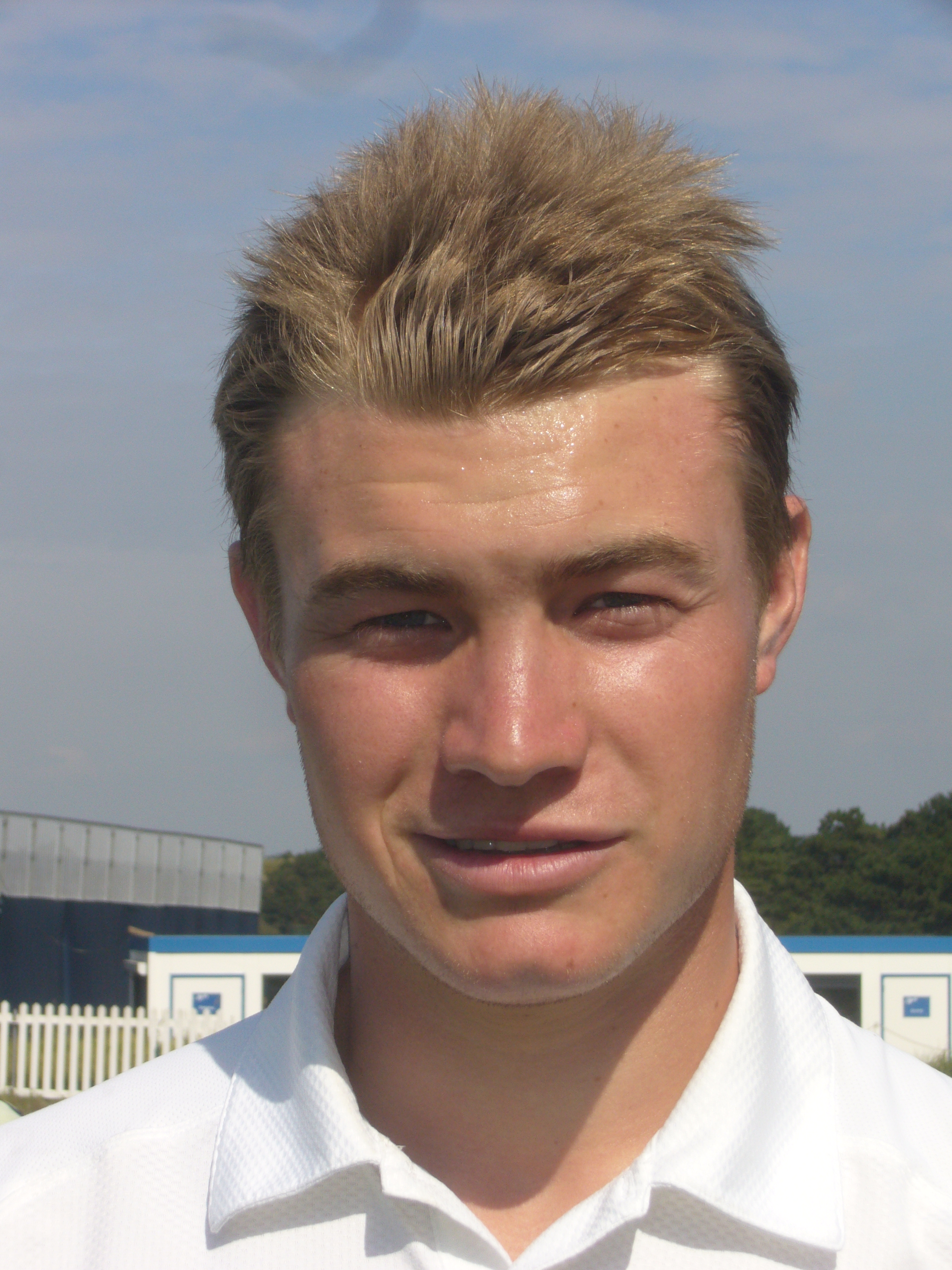
Oliver Fisher, 2009.

Oliver James Fisher, född 13 september 1988 i Chingford (London) i England i Storbritannien, är en engelsk professionell golfspelare som spelar på PGA European Tour. Han har tidigare spelat på Challenge Tour och  för Liv Golf.
Fisher har vunnit en European-vinst. Hans bästa resultat i majortävlingar är en delad 32:a plats vid 2013 års The Open Championship. Fisher deltog också i den första deltävlingen i Liv Golf Invitational Series 2022 och slutade på en delad 38:e plats och erhöll 140 000 amerikanska dollar i prispengar.